# Margaret Urban Walker
Margaret Urban Walker (8 de agosto de 1948) es una académica y filósofa estadounidense, desarrollando actividades académicas y científicas en el Profesorado  Donald J. Schuenke, con una cátedra como emérita en filosofía, en la Universidad Marquette.
Antes de aceptar una posición en Marquette, fue docente del Profesorado Lincoln de ética en la Universidad Estatal de Arizona, y antes de eso estuvo en la Universidad de Fordham. También tuvo posiciones como profesora visitante, en la Universidad Washington en San Luis, la Universidad del Sur de Florida y la Universidad Católica de Lovaina.
En 2002, Walker recibió la "Cátedra Cardenal Mercier" en la Universidad Católica de Lovaina y fue la primera mujer en ocupar esa cátedra.

## Educación y carrera
Walker (nacida Margaret Urban, en 1948), en 1969, recibió su licenciatura en filosofía, por la Universidad de Illinois en Chicago. En 1971, obtuvo su maestría en filosofía, por la Universidad del Noroeste; y, en 1975, su doctorado en filosofía, también de la Northwestern.
La Dra. Walker fue miembro del Departamento de Filosofía en la Universidad de Fordham por 28 años, antes de moverse a la Universidad Estatal de Arizona desde 2002 a 2010 (donde recibió el "premio Defining Edge Research in the Humanities Award" en 2007), y se mudó, en 2010, a la Universidad Marquette. Se retiró en mayo de 2017.
Tuvo posiciones de docente visitante en la Universidad de Washington en San Luis, en la Universidad del Sur de Florida y en la Universidad Católica de Lovaina. Durante su segunda posición docente visitante en la Universidad Católica de Lovaina, fue la primera mujer en ocupar la "Cátedra de Filosofía del Cardenal Mercier". De 2003 a 2004, también fue "becaria de la fundación Laurance S. Rockefeller", en el Centro de Valores humanos de la Universidad de Princeton.

## Áreas de investigaciones
Su investigación reciente se ha centrado en comprender la reparación de las relaciones morales, después de un delito, especialmente en relación con la violencia política. Ha contribuido a proyectos de investigación con el Centro Internacional para la Justicia Transicional sobre género y reparaciones y en Comisiones de la verdad. Se sintió atraída por esa área, a través de su trabajo anterior, donde se centró en los efectos de las desigualdades sociales en la forma en que se entiende la moral en la ética y en la vida cotidiana. Algunas de sus investigaciones anteriores, se han centrado en desarrollar un enfoque de las diferencias sociales con enfoque ubicado en la teoría ética. Ella defiende firmemente la opinión de que aunque los entendimientos morales están inextricablemente vinculados a las prácticas históricas y sociales de las que se derivan, esas prácticas históricas y sociales no solo pueden ser, sino que deben evaluarse críticamente.

## Obra

### Algunas publicaciones

#### Libros
Es autora de cinco libros, numerosos capítulos de libros y una gran cantidad de artículos.
- Walker, Margaret Urban (2003). Moral contexts. Lanham, Maryland: Rowman & Littlefield Publishers. ISBN 9780742513792.

- Walker, Margaret Urban (2006). Moral repair: reconstructing moral relations after wrongdoing. Cambridge, UK New York: Cambridge University Press. ISBN 9780521009256.

- Walker, Margaret Urban (2007) [1998]. Moral understandings: a feminist study in ethics (2ª edición). New York: Oxford University Press. ISBN 9780195315400.

- Walker, Margaret Urban (1999). Mother time: women, aging, and ethics. Lanham, Maryland: Rowman & Littlefield Publishers. ISBN 9780847692613.

- Walker, Margaret Urban; DesAutels, Peggy (2004). Moral psychology: feminist ethics and social theory. Feminist Constructions. Lanham, Maryland: Rowman & Littlefield Publishers. ISBN 9780742534803.

- Walker, Margaret Urban; Lindemann, Hilde; Verkerk, Marian (2009). Naturalized bioethics: toward responsible knowing and practice. Cambridge New York: Cambridge University Press. ISBN 9780521719407.

- Walker, Margaret Urban (2010). What is reparative justice. Milwaukee, Wisconsin: Marquette University Press. ISBN 9780874621785.

#### Capítulos de libros
- Walker, Margaret Urban (2001), «Seeing power in morality: a proposal for feminist naturalism in ethics»,  en DesAutels, Peggy; Waugh, Joanne, eds., Feminists doing ethics, Lanham, Maryland: Rowman & Littlefield Publishers, pp. 3-14, ISBN 9780742512115..

### Artículos en revistas
Desde 2005-2010, se desempeñó como editora asociada de Hypatia: A Journal of Feminist Philosophy. Se desempeñó como coeditora de la serie de Feminist Constructions, una serie de libros de 25 v. lanzados entre 2002 y 2007. Y, coeditó el volumen anual de la Association of Feminist Ethics and Social Theory desde 2003 a 2005.
- Walker, Margaret Urban (June 1989). «Moral understandings: alternative "epistemology" for a feminist ethics». Hypatia, Special Issue: Feminist Ethics and Medicine 4 (2): 15-28. JSTOR 3809803. doi:10.1111/j.1527-2001.1989.tb00570.x.

- Walker, Margaret Urban (enero de1991). «Moral luck and the virtues of impure agency». Metaphilosophy 22 (1–2): 14-27. doi:10.1111/j.1467-9973.1991.tb00808.x.

- Walker, Margaret Urban (agosto de 1992). «Feminism, ethics, and the question of theory». Hypatia 7 (3): 23-38. JSTOR 3809871. doi:10.1111/j.1527-2001.1992.tb00903.x.

- Walker, Margaret Urban (enero de1996). «Some thoughts on feminists, philosophy, and feminist philosophy». Metaphilosophy 27 (1–2): 222-225. doi:10.1111/j.1467-9973.1996.tb00882.x.

- Walker, Margaret Urban (agosto de 2005). «Diotima's ghost: the uncertain place of feminist philosophy in professional philosophy». Hypatia 20 (3): 153-164. JSTOR 3811120. doi:10.1111/j.1527-2001.2005.tb00492.x.

- Walker, Margaret Urban (Fall 2006). «Restorative justice and reparations». Journal of Social Philosophy 37 (3): 377-395. doi:10.1111/j.1467-9833.2006.00343.x.

- Walker, Margaret Urban (July 2010). «Truth telling as reparations». Metaphilosophy 41 (4): 525-545. doi:10.1111/j.1467-9973.2010.01650.x.

- Walker, Margaret Urban (September 2013). «Third parties and the social scaffolding of forgiveness». Journal of Religious Ethics 41 (3): 495-512. doi:10.1111/jore.12026.